# Österreicher-Denkmale (Leipzig)

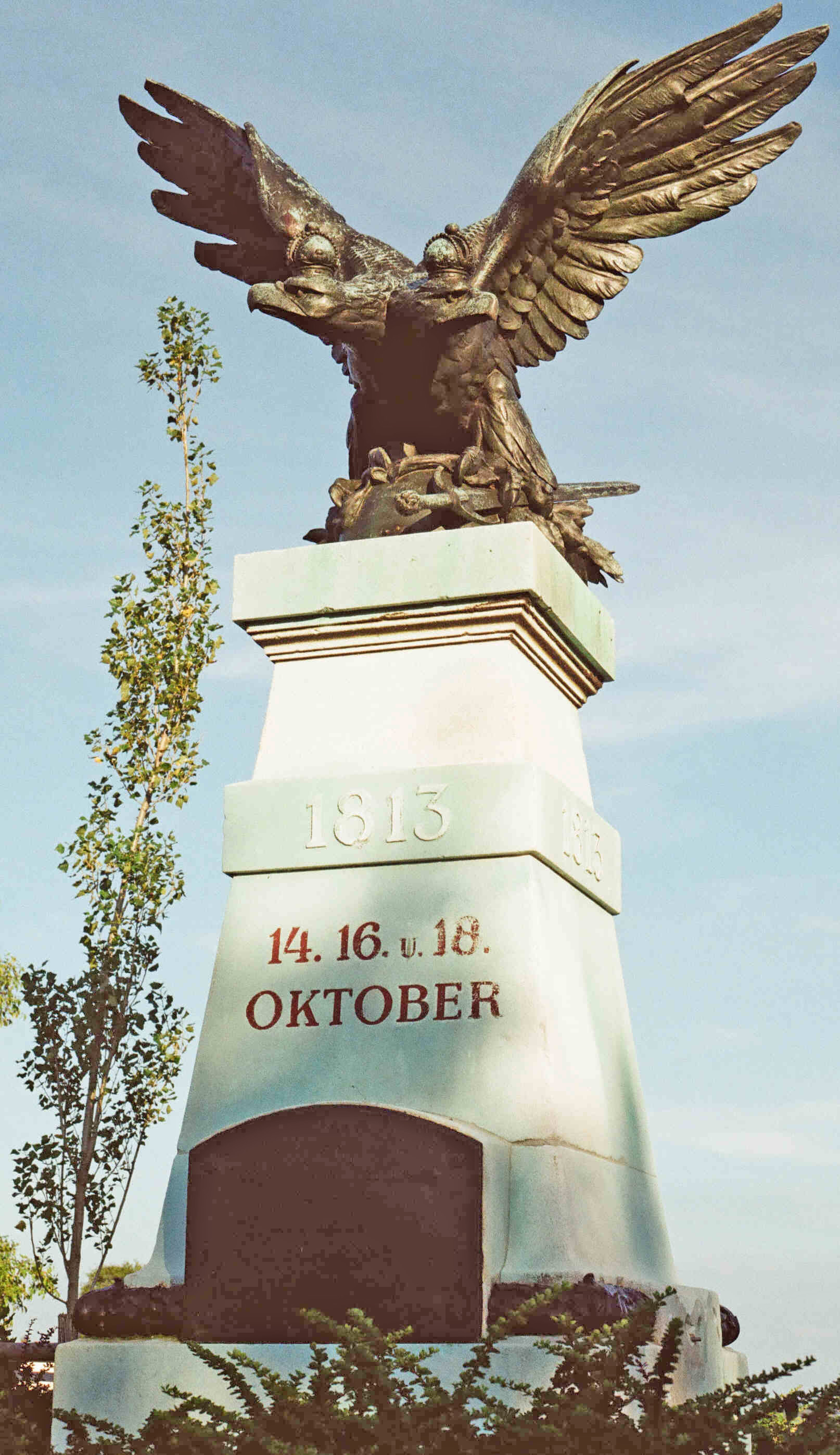
Das Österreicher-Denkmal in Holzhausen

Die Österreicher-Denkmale in Leipzig sind vier bis auf die Inschriften identische Denkmale aus dem Jahr 1913, die an die erfolgreiche Teilnahme österreichischer Truppen an der Völkerschlacht bei Leipzig erinnern. Ein ehemaliges Weiteres stand in Markkleeberg.

## Geschichte
Die Initiative zur Errichtung der Denkmale ging von Sachsen und nicht von Österreich aus. Der Pfarrer Hans Krieger in Eschefeld, einem Dorf, das heute Ortsteil von Frohburg ist, richtete in Vorbereitung des 100. Jahrestages der Völkerschlacht mehrere diesbezügliche Gesuche an den österreichischen Kaiser Franz Joseph I. und verwies dabei darauf, dass Österreich neben Preußen und Russland den Hauptanteil am Sieg, aber auch an Opfern, getragen hatte. Sein letztes Schreiben hatte Erfolg, und Franz Joseph ließ sich binnen 48 Stunden einen Denkmalentwurf vorlegen.
Die Denkmale wurden in Österreich gefertigt und ab Ende August 1913 ihre Aufstellung in Leipzig auf kostenlos zur Verfügung gestellten Grundstücksplätzen unter der Leitung von Stadtbaurat  Otto Wilhelm Scharenberg organisiert. Zum Jahrestag der Völkerschlacht konnten jedoch erst nur die Denkmale in Lößnig und Markkleeberg eingeweiht werden. Die Übrigen folgten am 2. Dezember 1913, dem Tag der 65-jährigen Regentschaft Kaiser Franz Josephs.
Am Markkleeberger Denkmal wurde 1922 die Bronzeplatte gestohlen, worauf die restlichen Bronzeteile abgebaut wurden. In den 1970er Jahren wurde das Denkmal durch den Braunkohlenbergbau beseitigt. Ein kleiner Gedenkstein in Wachau trägt die ehemalige Inschrift.
Den Zweiten Weltkrieg überstanden die Denkmale unbeschadet und fielen auch nicht der kriegsbedingten Bronzespende zum Opfer. Nach 1990 wurden die mit der Zeit entstandenen Schäden behoben, sodass die verbliebenen vier Denkmale weitgehend ihr ursprüngliches Aussehen aufweisen.

## Gestalt
Auf einem Sockel aus Granit, der auf einem Betonfundament ruht, erhebt sich ein obeliskartiger Aufbau aus Kalkstein. Dieser trägt auf der Vorderseite eine bronzene Gedenktafel mit den Namen der militärischen Einheiten und der Befehlshaber sowie einen Gedächtnissatz für die gefallenen Kämpfer. Kränze und Eckgirlanden aus Bronze schmücken die Seiten.
Auf der quadratischen Abschlussplatte in etwa vier Meter Höhe steht auf einem Schwert der Habsburgische Doppeladler aus Geschützbronze mit ausgebreiteten Schwingen und den Kronen der österreichisch-ungarischen Doppelmonarchie. Der Blick des Adlers geht in Richtung des Feindes, also allgemein nach der von den Franzosen besetzten Stadt. Am Obelisken sind noch die Jahreszahl 1813 und die Tage der Kämpfe markiert.

## Standorte und Inschriften
- Lößnig: Rembrandtplatz Ostseite (bis 1950 Merveldtplatz), Karte

General der Kavallerie | Friedrich Erbprinz von Hessen-Homburg | Oesterr. Reservecorps | 1. Korps: Feldzeugmeister Grf. Colloredo | 2. Korps: General der Kav. Frh. v. Merveldt |
 – Dem Andenken der in den Kämpfen um | Connewitz, Lößnig, Dölitz und Dösen | gefallenen Helden.
- Paunsdorf: Theodor-Heuß-Straße, neben Genezareth-Kirche,  Karte

Oesterreichische | zweite leichte Division | Feldmarschalleutnant Graf Bubna |
 – Dem Andenken der in den | Kämpfen um Paunsdorf und Mölkau | gefallenen Helden.
- Kleinzschocher: Antonienstraße / Küchenholzallee  Karte

Oesterr. 3. Korps | Feldzeugmeister Graf Gyulai | 1. leichte Division Feldmarschalleutnant | Prinz Moritz Liechtenstein | Detachement Oberstlt.  Frh. v. Simbschen |
 – Dem Andenken der in den Kämpfen | bei Lindenau, Zschocher u. Schleussig | gefallenen Helden.

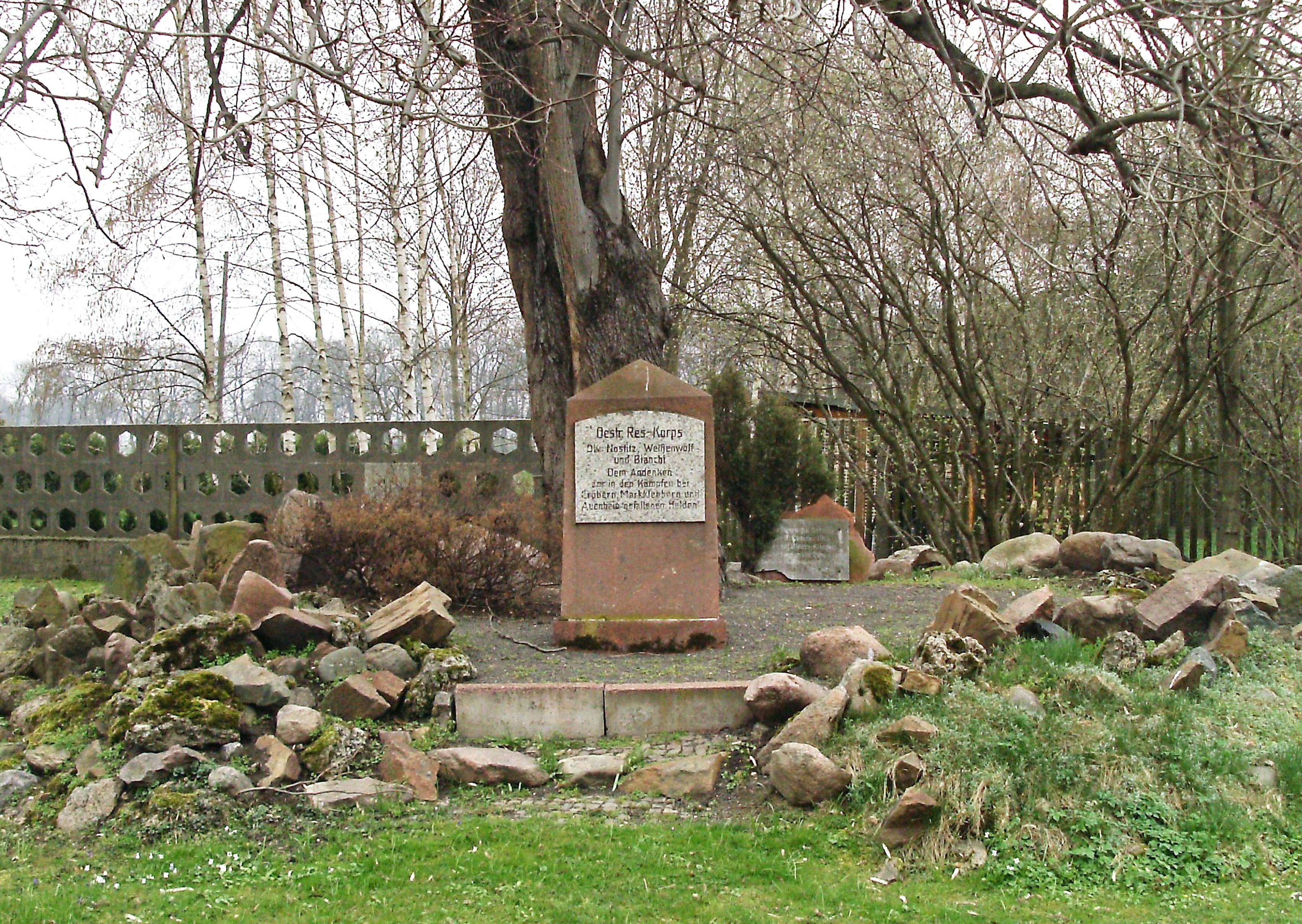
Der Ersatzstein in Wachau

- Holzhausen: Straßengabelung Seifertshainer / Kleinpösnaer Straße  Karte

Oesterr. viertes Korps | General der Kav. Graf Klenau |
 – Dem Andenken der in den  | Kämpfen um Liebertwolkwitz, Kolmberg, | Seifertshain, Holzhausen u. Zuckelhausen | gefallenen Helden.
- Markkleeberg: Kreuzung der Straßen Markkleeberg-Ost–Auenhain und Crostewitz–Wachau (ehemaliger dem Braunkohlentagebau Espenhain zum Opfer gefallener Standort, jetzt im Markkleeberger See)  Karte, kleiner Ersatzstein mit Schrifttafel im ehemaligen Gut Wachau Karte

Oestr. Res.-Korps | Div:  Nostiz,  Weißenwolf | und Bianchi |
 – Dem Andenken der | in den  Kämpfen bei | Cröbern, Markkleeberg und | Auenhain gefallenen Helden.